# Bakufu
Il termine bakufu (幕府?) veniva usato in Giappone per indicare il governo militare dello shōgun. È quindi sinonimo di shogunato (o sciogunato) e significa letteralmente "governo della tenda", in omaggio alle tende in cui vivevano i militari durante le campagne militari.
L'imperatore fu completamente esautorato del vero potere nel 1192, allorquando Minamoto no Yoritomo, nemico di Go-Shirakawa, il sovrano che aveva tentato di frenare il suo potere, assunse il titolo di shōgun e mise in atto una vera e propria dittatura militare, dando vita in Giappone al periodo medievale.

## Storia
La parola fu importata dalla Cina, dove indicava il Quartier Generale della Guardia Imperiale della dinastia Tang. In effetti, agli inizi del suo uso, intorno al X secolo, il termine fu utilizzato per indicare non lo shōgunato, ma la residenza dei comandanti della Guardia imperiale giapponese. Il termine fu poi applicato da Minamoto no Yoritomo, a partire dal quale lo shōgunato divenne il potere di governare al posto dell'imperatore, al suo palazzo di Kamakura, e poi venne infine a significare il governo militare stesso.
I tre bakufu della storia giapponese sono:
- Kamakura Bakufu (鎌倉幕府?), noto come Shogunato Kamakura (1192-1333);
- Muromachi Bakufu (室町幕府?), noto come Shogunato Ashikaga (1336-1573);
- Edo Bakufu (江戸幕府?), noto come Shogunato Tokugawa (1603-1868).